# Franklin D. Roosevelt metróállomás
A Franklin D. Roosevelt egy föld alatti metróállomás Franciaországban, Párizsban a párizsi metró 1-es és 9-es metróvonalán. Nevét a felette futó Franklin-D.-Roosevelt sugárútról kapta.

## Nevezetességek a közelben
| Név                      | Típus        | Koordináta                                               | Kép |
| ------------------------ | ------------ | -------------------------------------------------------- | --- |
| Embassy of Norway, Paris | nagykövetség | é. sz. 48,867372°, k. h. 2,307831°48.867372°N 2.307831°E |     |
| Hôtel de la Païva        | épület       | é. sz. 48,869261°, k. h. 2,307581°48.869261°N 2.307581°E |     |
| Le Bœuf sur le toit      | étterem      | é. sz. 48,871389°, k. h. 2,310278°48.871389°N 2.310278°E |     |
| The Scots Kirk           | templom      | é. sz. 48,86680°, k. h. 2,30764°48.866800°N 2.307640°E   |     |
| Théâtre du Rond-Point    | színház      | é. sz. 48,8678°, k. h. 2,3110°48.867800°N 2.311000°E     |     |

## Metróvonalak
Az állomást az alábbi metróvonalak érintik:
- 1-es metróvonal
- 9-es metróvonal

## Kapcsolódó állomások
A metróállomáshoz az alábbi állomások vannak a legközelebb:
- George V (La Défense, 1-es metróvonal)
- Champs-Élysées – Clemenceau (Château de Vincennes, 1-es metróvonal)
- Alma – Marceau (Pont de Sèvres, 9-es metróvonal)
- Saint-Philippe du Roule (Mairie de Montreuil, 9-es metróvonal)